# Ɛ̆
Cette page contient des caractères spéciaux ou non latins. S’ils s’affichent mal (▯, ?, etc.), consultez la page d’aide Unicode.
Ɛ̆ (minuscule : ɛ̆), appelé epsilon brève, est un graphème utilisé dans la translittération des langues sémitiques. Il s’agit de la lettre epsilon diacritée d'une brève.

## Utilisation
Dans la translittération des langues sémitiques, l’epsilon brève est utilisé par certains auteurs pour translittérer ou transcrire le voyelle ɛ réduite,. Par exemple, pour le ʾālep̄ ḥaṭep̄ segol ‹ אֱ › est transcrit ‹ ʾɛ̆ › ou ‹ ʔɛ̆ ›.

## Représentations informatiques
L’epsilon brève peut être représenté avec les caractères Unicode décomposés suivants (latin étendu B, Alphabet phonétique international, diacritiques) :
| formes    | représentations | chaînes de caractères | points de code | descriptions                                      |
| --------- | --------------- | --------------------- | -------------- | ------------------------------------------------- |
| capitale  | Ɛ̆               | Ɛ◌̆                    | U+0190 U+0306  | lettre majuscule latine epsilon diacritique brève |
| minuscule | ɛ̆               | ɛ◌̆                    | U+025B U+0306  | lettre minuscule latine epsilon diacritique brève |